# Paramount Channel
Paramount Channel est une chaîne de télévision du groupe Viacom International Media Networks. La chaîne diffuse tous les jours des films Paramount. La première chaîne Paramount Channel a été lancée en Espagne le 30 mars 2012.

## Liste des chaînes
- Paramount Channel Espagne (depuis 2012)
- Paramount Channel France (depuis 2013)
- Paramount Channel Suède (depuis 2014)
- Paramount Channel Hongrie (depuis 2014)
- Paramount Channel Roumanie (depuis 2014)
- Paramount Channel Brésil (depuis novembre 2014 en remplacement de VH1)
- Paramount Channel Russie (depuis 2014)
- Paramount Channel Pologne (depuis 2015)
- Paramount Channel Italie (depuis 2016)

## Historique
La chaîne est généralement gratuite. En effet, elle est diffusée gratuitement sur la TNT en Espagne et en Italie, et en France elle est disponible chez tous les opérateurs généralement incluse différemment à sa concurrente TCM qui est toujours en option.